# Pseudanniceris guyanensis
Pseudanniceris guyanensis är en insektsart som beskrevs av Marius Descamps 1977. Pseudanniceris guyanensis ingår i släktet Pseudanniceris och familjen gräshoppor. Inga underarter finns listade i Catalogue of Life.